# سيباستيان سيميروتيتش
سيباستيان سيميروتيتش (مواليد 14 سبتمبر 1974) هو لاعب كرة قدم. يلعب مع منتخب سلوفينيا لكرة القدم. سبق له أن لعب في كأس العالم لكرة القدم مع منتخب بلاده.

## روابط خارجية
- سيباستيان سيميروتيتش على موقع الاتحاد الدولي (مؤرشف)  (الإنجليزية)
- سيباستيان سيميروتيتش على موقع دوري كوريا الجنوبية (الإنجليزية)
- سيباستيان سيميروتيتش على موقع قاعدة بيانات كرة القدم.إي يو (الإنجليزية)
- سيباستيان سيميروتيتش على موقع ليكيب (الفرنسية)
- سيباستيان سيميروتيتش على موقع ناشيونال فوتبول تيمز (الإنجليزية)
- سيباستيان سيميروتيتش على موقع Soccerway.com (الإنجليزية)